# Henri d'Elbeuf
Pour les articles homonymes, voir Henri de Lorraine.
Henri de Lorraine, né le 7 août 1661, mort à Elbeuf le 17 mai 1748, fut le quatrième duc d'Elbeuf de 1692 à 1748, comte de Lillebonne, comte de Rieux, baron d'Ancenis et pair de France. 

## Biographie
Il est le fils de Charles III de Lorraine, troisième duc d'Elbeuf, et de sa deuxième épouse, Élisabeth de La Tour d'Auvergne.
Il reçoit un commandement dans l'armée royale et fait ses premières armes aux sièges de Valenciennes et de Cambrai à l'âge de 16 ans (1677). 
En 1677, il est nommé gouverneur et lieutenant-général en Picardie, Artois et Boulonnais.
Il est gravement blessé à la cuisse à Ypres. En 1678, il prend part au siège de Philippsburg où il fait acte de bravoure.
Il est promu maréchal de camp en 1691, puis lieutenant général des armées du roi en 1696.
En 1698, en tant qu'aîné des princes lorrains de la branche française des Guise, il épouse par procuration pour le compte de son lointain cousin, le duc Léopold Ier de Lorraine, Élisabeth-Charlotte d'Orléans dite Mademoiselle de Chartres, nièce de Louis XIV.
Il meurt en son hôtel, à Elbeuf, paroisse Saint-Étienne, et est inhumé dans la collégiale Saint-Louis de La Saussaye, sépulture des seigneurs d'Elbeuf.

### Famille
Il épouse à Saint Germain en Laye le 28 janvier 1677 Charlotte de Rochechouart (1660-1729), fille de Louis Victor de Rochechouart, duc de Mortemart, duc de Vivonne, maréchal de France, pair de France, et d'Antoinette Louise de Mesmes. Elle est également nièce de la marquise de Montespan, favorite royale. Ils eurent :
- Philippe de Lorraine, dit le prince d'Elbeuf, (1678-1705), tué en Italie ;
- Armande Charlotte de Lorraine (1683-1701) ;
- Charles de Lorraine (1685-1705).

Mort sans postérité légitime, il a pour successeur comme cinquième duc d'Elbeuf, son frère, Emmanuel Maurice de Lorraine.
Hors mariage, il eut aussi avec Françoise Gaillard de Marsilly, alias Françoise de Fougères :
- Henri François de Lorraine de Routot, page de la grande écurie du Roi (1716) commandant de bataillon, chevalier de Saint Louis (Paris, paroisse Saint Gervais, 27 mai 1702 - Pont de l'Arche 31 octobre 1790), marié à Pont de l'Arche (Eure) le 29 avril 1760 avec Louise Geneviève Fortunée de La Faye (1718 - Pont de l'Arche 14 mars 1793), fille de feu messire Pierre de La Faye, chevalier, et de dame Louise Angélique Louvel de Janville. Sans postérité ;
- Alexandre François de Lorraine de Grosley, chevalier, seigneur du Parc (Paris, paroisse Saint Gervais, 13 septembre 1703 - après 1782), page de la Grande écurie du Roi avec son frère (1716)[2], capitaine au régiment de Guyenne, chevalier de Saint-Louis, marié 1°) à Incarville le 5 février 1750 avec Marie Marguerite du Mesnil Le Grand, morte à Caudebec les Elbeuf le 25 janvier 1755, fille de messire Jean Alexandre du Mesnil Le Grand, écuyer, capitaine d'infanterie, et de Marguerite de Postis du Houlbec, 2°) à Houlbec le 7 octobre 1755 avec Madeleine Victoire de Postis du Houlbec (1736 - Caudebec les Elbeuf 3 janvier 1782), fille de Louis Adrien de Postis, chevalier, seigneur du Houlbec, et d'Honorée Gabrielle Victoire de Bourbel Montpinçon. Dont, du second mariage :
  - Charles Henri de Lorraine de Grosley , né à Caudebec les Elbeuf le 8 octobre 1756 ;
  - Marie Madeleine Louise Adrienne de Lorraine de Grosley (Caudebec les Elbeuf 13 janvier 1758 - Caudebec les Elbeuf 23 germinal an IX (13 avril 1801)), mariée à Caudebec les Elbeuf le 14 mai 1782 avec Chrétien Guillaume Jacques Jean de Chesnard de Boussey, capitaine d'infanterie, (Boussey 10 août 1748 - Caudebec les Elbeuf 26 novembre 1822), fils de messire Jacques de Chesnard, seigneur de Boussey, Guainville, et de Marguerite Catherine de Chesnard. Dont postérité éteinte.
  - Alexandre Louis de Lorraine de Grosley, né à Caudebec les Elbeuf le 8 juin 1760 ;
  - Alexandre Marie Victoire de Lorraine de Grosley, née à Caudebec les Elbeuf le 27 mars 1762[3].

### Source
- Georges Poull, La Maison ducale de Lorraine, Nancy, Presses universitaires de Nancy, 1991, 575 p. [détail de l’édition] (ISBN 2-86480-517-0) p. 442-443.